# Sanwin makin
Sanwin makin (tiếng Miến Điện: ဆနွင်းမကင်း; phát âm [sʰənwɪ́ɴməkɪ́ɴ], còn đánh vần thành sa-nwin-ma-kin) là một món tráng miệng hay mont truyền thống của người Myanmar, khá phổ biến trong các bữa tiệc cúng dường cổ truyền, lễ satuditha, và là món ăn nhẹ đường phố. Món này tương tự món tráng miệng sooji halwa ở nước láng giềng Ấn Độ và khanom mo kaeng tại Thái Lan.
Hình thái được biết đến nhiều nhất của món tráng miệng này gọi là shwegyi sanwin makin (ရွှေချီဆနွင်းမကင်း) hoặc shwegyi mont (ရွှေချီဆနွင်းမုန့်), chủ yếu sử dụng bột semolina (loại bột mì thô, tinh khiết được làm từ lúa mì cứng) , sữa đặc, bơ, nước cốt dừa, hạt anh túc. Một số công thức chế biến khác nữa gồm có trứng, hạt điều và nho khô. Trong những năm gần đây, người Myanmar đã thay thế bột semolina bằng các loại bột khác để tạo nên các biến thể như sanwin makin khoai tây (အာလူးဆနွင်းမကင်း) và sanwin makin chuối (ငှက်ပျောဆနွင်းမကင်း).